# Mutsuki
Il Mutsuki (睦月? lett. "Mese della prima semina del riso"), sino al 1º agosto 1928 denominato 19-Gō kuchikukan (第19駆逐艦? lett. "cacciatorpediniere Numero 19"), è stato un cacciatorpediniere della Marina imperiale giapponese, quarta ed eponima unità appartenente alla stessa classe. Fu varato nel luglio 1925 dal cantiere navale di Sasebo.
Appartenente alla 30ª Divisione della quale era anche nave ammiraglia, all'inizio delle ostilità nel Pacifico partecipò alla battaglia dell'Isola di Wake e poi alla rapida occupazione di Rabaul (23 gennaio 1942). Nei mesi successivi attese a compiti di pattugliamento e scorta a unità in entrata o uscita dalla rada, quindi a fine aprile fu integrato nello schermo difensivo al convoglio che avrebbe dovuto sbarcare truppe a Port Moresby; fu perciò presente, ma senza esservi effettivamente coinvolto, alla battaglia del Mar dei Coralli (4-8 maggio). Nel corso della tarda primavera 1942 accompagnò unità ausiliarie e da trasporto nelle operazioni di conquista delle isole Salomone, quindi tornò in patria per raddobbo e in luglio fu riassegnato all'8ª Flotta. Schierato il 24 agosto in un bombardamento dell'aeroporto di Guadalcanal, fu affondato da quadrimotori Boeing B-17 Flying Fortress il giorno successivo, verso la fine della battaglia delle Salomone Orientali, mentre scortava verso l'isola contesa un convoglio di cacciatorpediniere adibiti a trasporti.

## Servizio operativo

### Costruzione
Il cacciatorpediniere Mutsuki fu ordinato nell'anno fiscale edito dal governo nipponico nel 1923, inizialmente indicato come "cacciatorpediniere Numero 19" (19-Gō kuchikukan in lingua giapponese). La sua chiglia fu impostata nel cantiere navale di Sasebo il 21 maggio 1924 e il varo avvenne il 23 luglio 1925; fu completato il 25 marzo 1926 e il 1º agosto 1928 assunse il suo nome definitivo, avendo la Marina imperiale abbandonato alla data il sistema di nomenclatura del naviglio leggero con soli numeri. Assieme ai cacciatorpediniere Yayoi, Kisaragi e Mochizuki formò la 30ª Divisione, assegnata alla 6ª Squadriglia dipendente dalla 4ª Flotta; fu inoltre selezionato quale ammiraglia e imbarcò il comandante della divisione con il rispettivo stato maggiore.

### 1941-1942

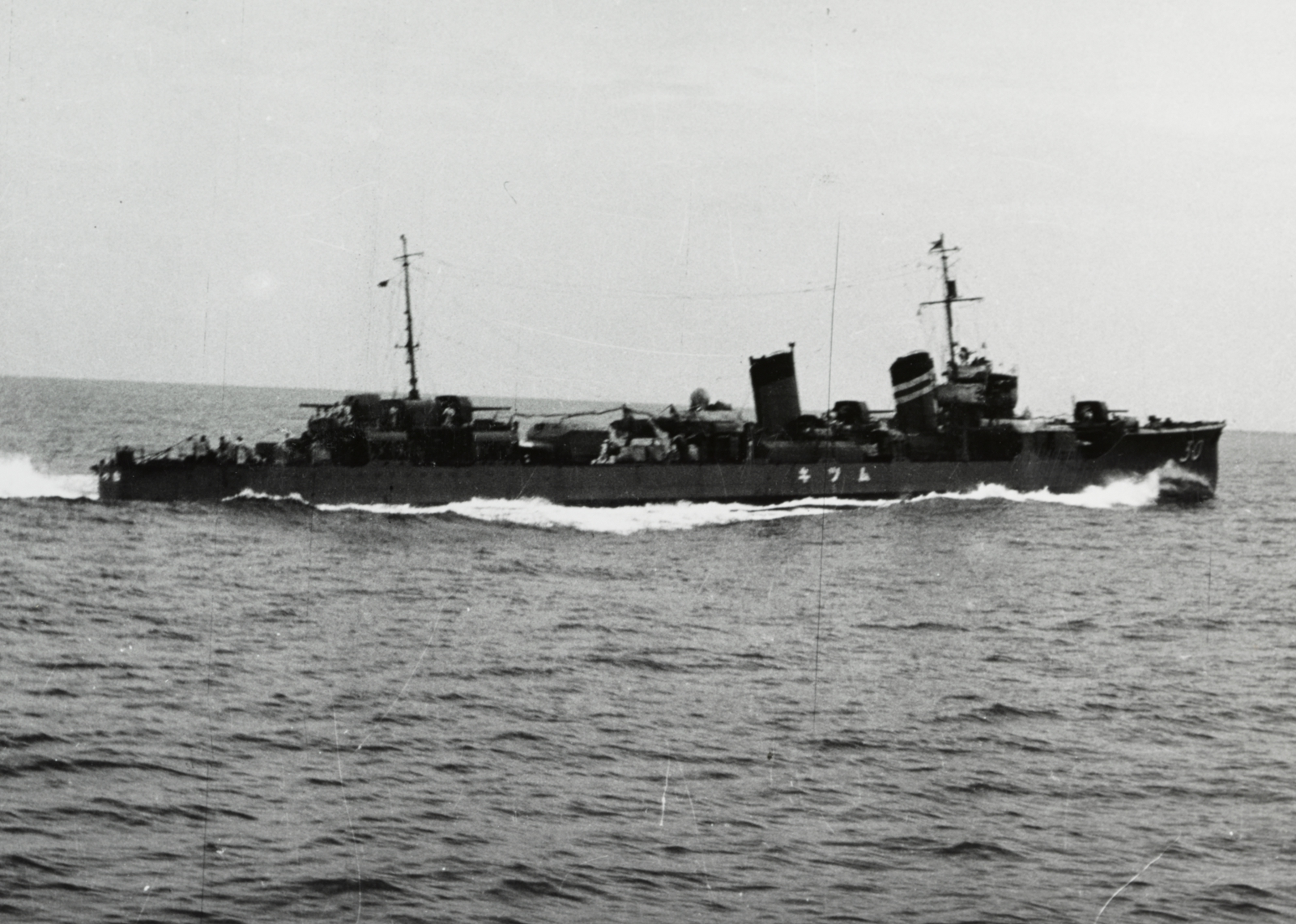
Immagine d'anteguerra del Mutsuki: si può apprezzare la configurazione dell'artiglieria di bordo e scorgere l'impianto lanciasiluri a mezzanave

Il 29 novembre 1941 il Mutsuki, allora al comando del capitano di corvetta Kenji Hatano, salpò dalla rada della grande base aeronavale di Truk (quartier generale della 4ª Flotta) con la divisione d'appartenenza e il resto della 6ª Squadriglia per l'atollo di Kwajalein, ove giunse il 3 dicembre. Qui accolse a bordo una parte del reparto di truppe da sbarco incaricate di occupare l'Isola di Wake, colonia statunitense: l'8 dicembre partì alla volta dell'isola con i cacciatorpediniere gregari e altre unità, ma il primo assalto fu duramente respinto dalla guarnigione; l'operazione, ritentata dopo bombardamenti aeronavali continui, riuscì il 23, con la fanteria di marina che sbarcò dal Mutsuki e altri cacciatorpediniere all'alba. Rientrato a Kwajalein con i gregari, il 31 prese in consegna un convoglio che condusse al sicuro a Truk il 3 gennaio 1942; cinque giorni dopo il Mutsuki e il Mochizuki partirono di scorta a un convoglio, si fermarono il 12 a Guam e poi presero la rotta inversa, entrando a Truk il 16: qui il Mutsuki aggiunse frettolosamente due impianti doppi di mitragliatrici pesanti Type 93 da 13,2 mm, uno dinanzi al ponte di comando e l'altro a poppavia del secondo fumaiolo. Da qui la 30ª Divisione salpò poco dopo, inquadrata nella squadra d'occupazione per Rabaul, importante ancoraggio sulla punta nord-orientale della Nuova Britannia: la mattina del 23 la guarnigione australiana, dopo alcune scaramucce, in parte si arrese in parte fuggì e il Mutsuki rimase per un paio di settimane nella zona, incaricato di pattugliamenti anti-sommergibile e compiti di scorta. Il 9 febbraio vigilò con altre navi da guerra sullo sbarco incontrastato a Gasmata, per poi riprendere il servizio di sorveglianza; a inizio marzo fu aggregato al grosso della 4ª Flotta e presenziò l'8 all'invasione di Lae-Salamaua, sfuggendo senza danni alla pesante incursione aerea statunitense avvenuta due giorni dopo. Rientrò a Rabaul e tra il 28 marzo e il 1º aprile funse da ammiraglia del comandante dell'8ª Forza speciale per l'occupazione di basi (contrammiraglio Masao Kanazawa), che pose piede a terra alle isole Shortland e alla baia di Kieta su Bougainville; richiamato a Rabaul, dall'8 aprile fece parte della forza d'invasione per le isole dell'Ammiragliato e poi, a fine mese, fu aggregato con il resto della divisione alla scorta del convoglio riunito per occupare Port Moresby, nella Nuova Guinea sud-orientale. Fu perciò presente alla battaglia del Mar dei Coralli (4-8 maggio), senza però partecipare agli scontri. Il Mutsuki riguadagnò Rabaul, per poi spostarsi alle isole Palau, da dove salpò il 13 giugno in difesa di un convoglio diretto a Truk: giunto a destinazione il 16, il 25 partì nuovamente di scorta all'incrociatore ausiliario Kinryu Maru, recante a bordo una parte del materiale da costruzione e del personale destinati all'isola di Guadalcanal, sulla cui costa settentrionale era stato individuato un sito capace di ospitare un aeroporto.

### L'affondamento
Il 1º luglio il Mutsuki aveva completato la missione e, da Truk, salpò il 6 facendo rotta per Yokosuka e poi per Sasebo, dove fu ormeggiato e revisionato sino al 12 luglio. Nel frattempo la 30ª Divisione era passata alle dipendenze della 2ª Flotta di scorta di superficie, a sua volta sottoposta alla 4ª Flotta: il 14, però, il Mutsuki e i gemelli furono riassegnati all'appena attivata 8ª Flotta del viceammiraglio Gun'ichi Mikawa, di stanza a Rabaul. Dopo circa un mese di raddobbo a Sasebo, il 14 agosto partì alla volta di Rabaul accompagnato forse dallo Yayoi e da un trasporto truppe; dalla piazzaforte proseguì sino alle isole Shortland, dove si unì ai cacciatorpediniere Isokaze, Kawakaze e Kagero: il 24 salpò ad alta velocità e con gli altri cacciatorpediniere eseguì un rapido bombardamento dell'aeroporto, caduto in mano statunitense. Fece poi rotta a nord e si unì a un convoglio guidato dal contrammiraglio Raizō Tanaka (comprendente anche il Kinryu Maru), il quale doveva sbarcare 1 500 uomini a Guadalcanal. La mattina del 25 otto bombardieri in picchiata Douglas SBD Dauntless, appartenenti alla Cactus Air Force operante dalla pista dell'isola, scovarono per caso il convoglio alle 09:35 e lanciarono un attacco risoluto che danneggiò l'incrociatore leggero Jintsu e incendiò il Kinryu Maru. Tanaka distaccò il Mutsuki per evacuare l'equipaggio e i passeggeri dell'unità, ma alle 10:15 iniziarono a cadere numerose bombe, sganciate da otto quadrimotori Boeing B-17 Flying Fortress decollati da Espiritu Santo; il Mutsuki, affiancato al Kinryu Maru, non accennò la minima manovra di disimpegno e fu centrato in pieno da un ordigno, mentre altri due detonavano in mare a poca distanza dallo scafo. La bomba aveva colpito nella zona delle macchine e uccise sul colpo quarantuno marinai, aprendo una grossa falla dalla quale l'acqua si ingolfò all'interno. Il comandante Hatano, comunque, gestì abilmente l'evacuazione e ordinò di affondare il Kinryu Maru: un siluro partì dal Mutsuki in affondamento e colò a picco l'incrociatore ausiliario. Poco dopo il cacciatorpediniere stesso sprofondò, circa 40 miglia a nord-est dell'isola di Santa Isabel (7°47′S 160°13′E). Lo Yayoi trasse in salvo Hatano, il comandante della 30ª Divisione capitano di vascello Yasutake e il resto dell'equipaggio, che contava undici feriti. Hatano, in seguito, spiegò che non si era preoccupato più di tanto dei bombardieri perché sapeva per esperienza che raramente i piloti di reparti aerei basati a terra, addestrati a colpire grandi obiettivi e installazioni, riuscivano a colpire bersagli navali. Perciò li aveva ignorati, concentrandosi sullo sgombero dell'equipaggio del Kinryu Maru.
Il 1º ottobre 1942 il Mutsuki fu rimosso d'ufficio dai registri del naviglio in servizio con la Marina imperiale.